# Myotis annamiticus
Myotis annamiticus — вид роду Нічниця (Myotis).

## Поширення, поведінка
Цей вид відомий тільки з типової місцевості у В'єтнамі. Цей вид живе в долинах малих річок, зі змінно порушеною рослинністю. Харчується над поверхнею води.